# Stephen Turnbull
Pour les articles homonymes, voir Turnbull.
Stephen Richard Turnbull est un historien britannique et un expert au sujet des samouraïs. Il est 
l'auteur de plus de 50 livres dans le domaine de l'histoire militaire. Selon son éditeur principal, Osprey Publishing, il est reconnu comme l'un des principaux historiens militaires concernant les périodes médiévales et modernes.

## Biographie
Stephen Turnbull a d'abord été diplômé de l'université de Cambridge. Il a ensuite reçu un Master of Arts en théologie et un Master of Arts en histoire militaire. Enfin, il a soutenu une thèse de doctorat en histoire religieuse japonaise à l'université de Leeds dont le sujet portait sur les kakure kirishitan (隠れキリシタン), les chrétiens cachés au Japon durant la période de l'interdiction du christianisme. Cette thèse a été publiée, en 1998, sous le titre The Kakure Kirishitan of Japan: A Study of Their Development, Beliefs and Rituals to the Present Day.
Il enseigne actuellement dans cette même université de Leeds en tant que Visiting Lecturer in South East Asian Religious Studies. Il gère également une bibliothèque d'images payante dénommée Japan Archive.

## Récompenses
- Prix Canon de la British Association for Japanese Studies (1994).
- Japan Festival Literary Award (1998)[6].